# 早乙女千春の添乗報告書
『早乙女千春の添乗報告書』（さおとめちはるのてんじょうほうこくしょ）は、1995年から2005年までTBS系で放送されたテレビドラマシリーズ。全17回。主演は名取裕子。
放送枠は「月曜ドラマスペシャル」（第1作 - 第10作）、「月曜ミステリー劇場」（第11作 - 第17作）。

## キャスト

### ドリーム観光
早乙女千春
演 - 名取裕子
旅行代理店のドリーム観光で添乗員をしているが、実は大財閥早乙女グループの令嬢。いい男を見たら一目惚れする性質がある。独身。
権俵エミ子
演 - 小林千晴（第4作・第6作 - ）
千春のドリーム観光での同僚で、内勤勤務。
須藤正次
演 - 蟹江敬三
観光部長。千春の上司。離婚歴がある。

### その他
神崎慎太郎
演 - 沼田爆
早乙女家の執事。
近藤保
演 - 阿藤海（第3作・第4作）
刑事。千春に思いを寄せている。

### ゲスト
第1作「金沢湯けむりツアー殺人事件」（1995年）
- 城之内薫（新人のツアーコンダクター） - 芳本美代子
- 片倉祐輔（商社マン・ツアー客） - 美木良介
- 武村宏（KTS冷却設備の共同経営者・ツアー客） - 田口浩正
- 梶田修（KTS冷却設備の共同経営者・ツアー客） - 及川以造
- 杉山直樹（KTS冷却設備の共同経営者） - 長谷川恒之
- 田所俊介（金沢中警察署 刑事） - 綿引勝彦
- 井上時雄 - 庄司永健
- 井上和枝（井上の妻・ツアー客） - 星野晶子
- 沢井和夫（金沢中警察署 刑事・田所の部下） - 吉満涼太
- 丘久子 - 松本じゅん
- 二瓶鮫一、水谷ケイ、宏岡みらい、新堂有望、永衣志帆

第2作「青森湯けむりツアー殺人事件」（1996年）
- 如月武彦（如月コンツェルン 御曹司） - 五代高之
- 如月賢三（武彦の父・如月コンツェルン 会長） - 佐原健二
- 沢口君子（武彦の婚約者・ツアー客） - 中山忍
- 三上純一（ツアー客） - 橋爪淳
- 青沼義郎（須藤正次の同級生・弁護士・ツアー客） - 長谷川哲夫
- 杉崎慎治（青沼の部下） - 松澤一之
- 高村祥子（沢口の友人） - 伊藤美紀
- 草野秋子（沢口の友人） - 吉野真弓
- 影浦（青森県警 刑事） - 出光元
- 白井（青森県警 刑事） - 小林健
- 寿子 - 津山登志子
- 明美 - 一谷伸江
- 柏木澄江（柏木の妻） - 池田道枝
- 柏木秀夫 - 穂高稔
- 南田（秘書） - 福田健次
- 安西泰子 - 憂木かおる
- 水城蘭子、中川真弓、ジョシュア・リーバーマン、カズリン・バリー、西岡しおり

第3作「草津湯けむりツアー殺人事件」（1996年）
- 早瀬悟（帝都医科大学病院 医師・ツアー客） - 神田正輝
- 吉沢敦子（元看護師・ツアー客） - 渡辺典子
- 関根雄三（早瀬の同僚） - 伊藤敏八
- 室田秀樹（早瀬の同僚） - 大門正明
- 財津文枝 - 風見章子
- 黒川克己 - 藤原喜明
- 岡田明美 - 風祭ゆき
- 川口幸子 - 松金よね子
- 片桐昌子 - 橘雪子
- 高橋真理 - 山田純世
- 江本一平 - 高知東急
- 三谷弥生 - 麻生真宮子
- 三浦弘美 - 三浦早苗
- 内山恵子 - 伊藤留奈
- 沖田貢（刑事） - 影丸茂樹
- 田辺由利子 - 柴田理恵
- 小川恵美子 - 松浦佐知子
- 鈴木久美子 - 川俣しのぶ
- 戸田由起子 - 山下裕子
- 杉田庄蔵（板前） - 久米明
- 田村正（早乙女千春の助手） - 武野功雄
- 青木紀子（須藤正次の秘書） - 三浦聡子

第4作「伊豆湯けむりツアー殺人事件」（1996年）
- 戸田浩一郎（ツアー客） - 布施博
- 三崎頼子（ツアー客） - 水野久美
- 鈴木美和子（ツアー客） - 長谷川真弓
- 樋口茂之（ツアー客） - 宇梶剛士
- チハル（ミスターレディー・ツアー客） - ひかる一平
- 中田（伊豆の刑事） - 石倉三郎
- 伊豆の刑事 - 斉藤隆治
- 椎名郁子（美容師） - 秋篠美帆
- 北村克也（古谷の友人） - 米山善吉
- 桜井綾（戸田の姪） - 五十嵐瑞穂
- 古谷孝弘 - 清川均
- 松本敏夫（古谷の友人） - 遠城啓輔
- 田代修司（古谷の友人） - 正城慎太郎
- 佐原健二、坂本長利、夏川かほる、野口寛、片桐由葵、森本由麻、柏木瞳

第5作「萩・津和野湯けむりツアー殺人事件」（1997年）
- 坂本和也（萩焼陶芸家） - 世良公則
- 桐島香織（隆三の元恋人・ピザ宅配・ツアー客） - 小沢真珠（4歳：田中沙織）
- 室尾元治（室尾家次男・ツアー客） - 竹本孝之
- 室尾隆司（室尾家長男・ツアー客） - 中島陽典
- 室尾隆三（室尾家三男・ツアー客） - 山口祥行
- 中野真美（ピザ宅配・ツアー客） - 前田つばさ
- 竹内美希（ピザ宅配・ツアー客） - 島田有里
- 高杉仁史（元高校の歴史教師・ツアー客） - 野村昇史
- 高杉和枝（高杉の妻・ツアー客） - 井出みな子
- 山田佳子（大手電気メーカー社長夫人・ツアー客） - 住吉理栄
- 田中直美（佳子の友達・ツアー客） - ただのあっ子
- 中村京子（佳子の友達・ツアー客） - 川俣しのぶ
- 島崎富雄（萩東警察署 刑事） - なべおさみ
- 萩資料館社長 - 鈴木ヒロミツ
- 大野（萩東警察署 刑事） - 西川浩幸
- 豊田（運送会社社員） - 菅田俊
- 萩東警察署 刑事 - 小松正一
- 警官 - 藤岡大樹

第6作「湯布院湯けむりツアー殺人事件」（1998年）
- 石沢雅弘（探偵） - 榎木孝明
- 大竹英司（大分県警 刑事） - 今井雅之
- 櫟里美（櫟の妻・ツアー客） - 石野真子
- 山本聡（ツアー客） - 梶原善
- 櫟敏彦（ツアー客） - モロ師岡
- 有馬佳恵（櫟の愛人・ツアー客） - 木下優
- 菅野春江（ツアー客） - 赤座美代子
- 野中夏子（ツアー客） - 一谷伸江
- 原口秋子（ツアー客） - ペコちゃん
- 石田由美（ツアー客） - 岡田理江
- 春田理香（ツアー客） - 後藤祐里
- 中西（ツアー客） - 中村泰久
- 菅野（春江の夫） - 坂俊一
- ホテルフロント係 - 清河寛
- 高橋恭子（大分県警 刑事） - 山下葉子
- 橋本智恵子（里美の同級生） - 杉野奈津美
- 大竹裕子 - 今村明美
- ホステス - 太田実沙
- 東（警視庁刑事） - 大石吾朗
- 刑事（東の部下） - 林家いっ平

第7作「函館湯けむりツアー殺人事件」（1998年）
- 磯貝正信（森山設計事務所 建築士） - 永島敏行
- 高萩君江（五井商事 OL・磯貝の元婚約者） - 若林しほ
- 本宮美恵（君江の同僚・社内いじめのリーダー） - 濱田万葉
- 神戸忠雄（西通り商店街の会長） - 三角八朗
- 三田正美（君江の同僚） - 八木小織
- 石田美智代 - 山田スミ子
- 木下博（副会長） - でんでん
- 笠間裕司 - 野添義弘
- 戸塚いずみ（池袋のキャバクラ） - 葉山レイコ
- 滝沢洋子 - 黛ジュン
- 田中佳子 - 立石凉子
- 平田紀子（君江の同僚） - 村岡英美
- 橋本隆司（ツアー客） - 柏進
- 橋本理香（橋本の妻） - たかだゆうこ
- 藤波健吾（函館港警察署 刑事） - 大和田伸也

第8作「日光・鬼怒川湯けむりツアー殺人事件」（1999年）
- 潮崎拓哉（北沢歯科クリニック 歯科医） - 羽場裕一
- 野上晴彦（内科医） - 布川敏和
- 鶴田志保（家事手伝い） - 山口香緒里
- 児玉真紀子（エステティシャン） - 大沢さやか
- 金子孝明（小児科医） - 中村繁之
- 岩城健治（美容整形外科医） - 吉満涼太
- 長谷川巧（外科医） - 松永博史
- 津田恭子（ブティック店員） - 竹下舞
- 堺いずみ（家電メーカーOL） - 布施あい子
- 岩城健造（院長） - 小泉博
- 田中さつき（銀行員） - 上江洲愛
- 金子文代（金子の母） - 吉行和子
- 小川良彦（鬼怒川警察署 刑事） - 遠山俊也
- 鶴田（志保の父） - 根本和史
- 留美子（潮崎の恋人） - 吉田悦子
- 三沢光夫（鬼怒川警察署 警部） - 石井愃一
- 大島蓉子、松本じゅん、掛田誠、石川洋行、慶真紀、児玉頼信、西美子、今村邦子、黒木宣彦

第9作「箱根・湯けむりツアー殺人事件」（2000年）
- 伊庭勇作（着付け講師） - 伊藤努
- 石垣真苗（伊庭の元妻） - 原久美子
- 香取真弓（真苗の双子の妹） - 原久美子（二役）
- 槇村伸司（元印刷所経営者） - 六平直政
- 小原俊子 - 円城寺あや
- 石垣敦志（真苗の夫） - 河野靖
- 飯塚道明 - 小松正一
- 町田豊（箱根警察署 刑事） - 小野寺丈
- 野上明子（由子の姉） - 正司照枝
- 野上由子（俊子の母） - 正司花江
- 槇村由香（槇村の娘） - 豊田麻里
- 吉村葉月（飯塚の婚約者） - 菅野美寿紀
- 富岡里菜（石垣の浮気相手・風俗嬢） - 及川仲
- 伊庭沙帆（伊庭と真苗の娘・4年前死亡） - 清水里佳
- 村田誠（箱根警察署 刑事） - 斉藤洋介
- 平山裕美

第10作「山梨湯けむりツアー殺人事件」（2000年）
- 沢入恭介（敦子の兄・ツアー客・記憶喪失・本名「本間靖」） - 辰巳琢郎
- 沢入敦子（料理学校講師・ツアー客） - 細川ふみえ
- 白川美穂（レストランチェーンオーナーの娘・ツアー客） - 仁藤優子
- 山田一郎（無職・ツアー客・本名「沢入恭介」） - 中西良太
- 町田留美（美穂の友達・ツアー客） - そめやゆきこ
- 田畑冨美子（主婦・ツアー客） - 川俣しのぶ
- 津和田登紀子（主婦・ツアー客） - 小柳友貴美
- 松本ミチル（美穂の友達・ツアー客） - 川端良香
- 坂上幸子（主婦・ツアー客） - 上村依子
- 三浦（刑事） - 加地凌馬
- 緒方義男（ツアー客） - 竹下恭司
- 海江田（美穂の婚約者・ツアー客） - 金子昇
- 永田（ツアー客） - 笹嶋和人
- 沢入敦子の同級生 - 湯川あき子
- 刑事 - 鶴田忍
- 沢入（恭介と敦子の父・1年前死亡） - 武川修三
- 沢入（恭介と敦子の母・10年前死亡） - 三田恵子
- バンタンフード料理教室校長 - 周富徳
- 本間敦子（本間靖の妻） - 辻沢杏子
- 山田千鶴子（山田の妻・ツアー客） - 相本久美子

第11作「千葉湯けむりツアー殺人事件」（2001年）
- 矢代富郎 - 加勢大周
- 中根聡（千葉県警鴨川中央警察署 警部） - 西田健
- 井上しのぶ（矢代の姉） - 音無美紀子
- 森脇博人（建築デザイナー） - 沢向要士
- 森脇英子（森脇の妻） - 渡辺典子
- 横山里美（横山の妻） - 北原佐和子
- 亀山俊浩（大学講師） - 河原さぶ
- 亀山梓（亀山の妻） - 鷲尾真知子
- ハンクス（早乙女千春のメル友） - 蔵野孝洋
- 峯岸治彦 - 坂俊一
- 峯岸基子（峯岸の妻） - 廣澤恵
- 橋塚孝一（魚屋） - 城後光義
- 橋塚雪枝 - 清水由貴子
- 横山貴一（会社員） - 大森うたえもん
- 滝川和哉（トラック運転手） - 工藤光一郎
- 滝川千恵子（滝川の妻） - 三田あいり
- 橋爪（千葉県警鴨川中央警察署 刑事） - 横田大明
- 蔵野孝洋

第12作「仙台・松島湯けむりツアー殺人事件」（2002年）
- 加賀美文彦（薬剤師） - 大浦龍宇一
- 小田切早苗（須藤正次と見合いした未亡人） - 二宮さよ子
- 中村若菜（クラブホステス・赤司の愛人） - 矢部美穂
- 戸田山昌代（会社社長） - 山口美也子
- 松岡伸子（主婦） - 円城寺あや
- 植木葉子（主婦） - 重田千穂子
- 池山正吾（昌代の元夫） - うえだ峻
- 小田切亮介（早苗の息子） - 大柴邦彦
- 矢口（宮城県警 刑事・三沢の部下） - 曽根英樹
- 本並重人（会社員） - 土屋大輔
- 本並沙耶加（本並の妻） - 鷹城佳世
- 戸田山広美（昌代と池山の娘・女子大生） - 矢部美佳
- 松岡真理（伸子の娘・短大生） - 広澤草
- 植木静香（葉子の娘・会社員） - 片山佳
- 肥田（警備員） - 肥後克広
- 上村（清掃員） - 上島竜兵
- 寺原（警備員） - 寺門ジモン
- 赤司英明 - 中山仁
- 神崎慎太郎の姪 - 滝杏理
- 三ツ沢（宮城県警 警部） - 篠井英介

第13作「神戸・淡路湯けむりツアー殺人事件」（2003年）
- 桑田鋭吾（社長・ツアー客） - 風間トオル
- 白鳥英恵（兵庫県警捜査一課 警部） - 高橋ひとみ
- 基健治（桑田の友人・ツアー客） - 緒形幹太
- 手塚（誘拐犯） - 山下徹大
- 中西真奈美（老舗「かもめ荘」従業員・ツアー客） - 仁藤優子
- 岸川聡（兵庫県警捜査一課 刑事） - 西川忠志
- 亀山春子（亀山の妻・ツアー客） - 若原瞳
- 亀山（ツアー客） - 越村公一
- 岩波秀和（ツアー客） - イジリー岡田
- 岩波秀男（秀和の弟・ツアー客） - なべやかん
- あやめ（守口の恋人・ツアー客） - 田島寧子
- 守口（ツアー客） - 工藤順一郎
- 仁科（誘拐犯） - 西岡竜一朗
- 由比悦子（老舗「かもめ荘」大女将・ツアー客） - 山口果林
- 相良萌（老舗「かもめ荘」従業員・ツアー客） - 松本じゅん
- 美穂（女子大生・ツアー客） - 松坂紗良
- 有子（女子大生・ツアー客） - 柳さおり

第14作「奥飛騨・下呂湯けむりツアー殺人事件」（2003年）
- 寺川光代（クラブ経営者・ツアー客） - 朝加真由美
- 黒岩哲也（公務員・ツアー客） - 高知東生
- 水野夏子（主婦・ツアー客） - 木村理恵
- 田口扶美子（理恵の姉・五条の元妻・ツアー客） - 山本みどり
- 寺川美和（光代の娘・ツアー客） - 林知花
- 秋山孝太（美和の友人・ツアー客） - 笠原秀幸
- 柳剛夫（岐阜県警 刑事） - 新井康弘
- 楢崎稔子（主婦・ツアー客） - 白石マル美
- 平田貞子（寛三の妻・ツアー客） - 広岡由里子
- 田口理恵（OL・ツアー客） - 有沢妃呂子
- 平田寛三（飲食店経営・ツアー客） - 真砂皓太
- 矢島隆一（光代の愛人・ツアー客） - 乃木涼介
- 赤根（借金取り） - 三波伸一
- 相沢楓（黒岩の恋人・ツアー客） - 清瀬真理
- 都築雅子（主婦・ツアー客） - 種子
- 医師 - はらみつお
- 池田巧（岐阜県警 巡査部長） - 瀬野和紀
- 五条幸人（公務員・ツアー客） - 松平健
- ウェイター - 安藤一人
- その他 - 工藤秀洋、田中裕子、蟹川五朗

第15作「奥軽井沢湯けむりツアー殺人事件」（2004年）
- 如月哲也（ウェディングプランナー） - 葛山信吾
- 笹森由梨絵（松下の彼女） - 伊藤裕子
- 植木みゆき（和裁士） - 宮下順子
- 田中茂樹（イベントプランナー） - 住田隆
- 松下祐次 - 須藤公一
- 小板真理（主婦） - かわいのどか
- 町田恵子（栄養士） - 犬飼このり
- 相川翔子（田中の愛人・広告会社勤務） - 拓麻早希
- 金子美登里（原口の彼女・受付嬢） - 畑中映里佳
- 原口圭介（エンジニア） - 山崎潤
- 鍋島克夫（食品会社技術者） - 中村啓士
- 大森マキ子（リサイクル店経営） - 畑中葉子
- 町田俊雄（工場経営） - 不破万作
- 町田静子（主婦） - 大森暁美
- 熊沢忠夫（奥軽井沢警察署 刑事） - 螢雪次朗
- 田中広美（田中の妻・別居中） - 仁藤優子
- 石野勇（奥軽井沢警察署 刑事・熊沢の部下） - すぐる
- 木村恵、竹本尚司、吉見純麿

第16作「静岡湯けむりツアー殺人事件」（2004年）
- 村松修二（節子の夫で婿養子・ムラマツ酒造 副社長・須藤正次の同級生） - 火野正平
- 村松節子（市蔵の長女） - 烏丸せつこ
- 神田孝祐（村松家の顧問弁護士） - 石橋保
- 川浪鈴子（市蔵の次女） - あいはら友子
- 川浪邦夫（鈴子の夫・ムラマツ酒造 社長） - 潮哲也
- 村松奈緒（節子の娘・美大生） - 吉井怜
- 中西弘樹（勇市の父） - 吉満涼太
- 森岡（刑事） - 大平シロー
- 菊子（居酒屋女将） - 広岡由里子
- 川浪真由（鈴子の娘・女子大生） - 坂口理香
- 篠田勇市（市蔵の孫） - 西山宗佑
- 川浪邦彦（鈴子の息子・ムラマツ酒造 従業員） - 深谷明大
- 喜八（村松家の小間使い） - 谷本一
- ムラマツ酒造 受付 - 木村恵
- 村松市蔵（ムラマツ酒造 会長・村松家当主） - 高松英郎
- 篠田和江（市蔵の元愛人） - 草村礼子

第17作「那須塩原湯けむりツアー殺人事件」（2005年）
- 一ノ瀬悠介（リゾート開発会社「高嶺総合開発」社員） - 橋本さとし
- 澤登稔（交通事故で死んだ早乙女千春の婚約者） - 橋本さとし（二役）
- 高嶺麻友（高嶺総合開発 社長） - 田中美奈子
- 巻田（栃木県警塩原警察署 警部） - 徳井優
- 赤木泰徳（高嶺総合開発 社員・鬼塚の部下） - 前田耕陽
- 桃山大策（高嶺総合開発 専務） - 内山森彦
- 犬養宏章（高嶺総合開発 社員） - 酒井敏也
- 鬼塚秀勝（高嶺総合開発 常務） - 望月太郎
- 豊子（高嶺総合開発 社員） - 栗田よう子
- 白井寛（高嶺総合開発 社員） - 篠原さとし
- 横井（栃木県警塩原警察署 刑事） - 木下明水
- 村田（村田不動産 社長） - 坂俊一
- 高嶺（麻友の祖父） - 夷正信
- 内藤加奈子（晃世の高校時代の親友・40年前死亡） - 木村恵
- 一ノ瀬晃世（一ノ瀬の母） - 野川由美子

## スタッフ
- 脚本 - いとう斗士八（第1作 - 第16作）、栗本志津香（第17作）
- 音楽 - 手塚理
- 監督 - 長尾啓司
- エンディング曲 - 岸洋子「男の人生」（第5作）
- 脚本協力 - 秦建日子（第17作）
- 技術協力 - 東通、映広、メディアハウスサウンドデザイン
- 美術協力 - フジアール
- プロデューサー - 川島永次（ホリプロ）、梶野祐司（ホリプロ）、平部隆明（ホリプロ）、伊藤正昭（ホリプロ）、森川真行（当時･ホリプロ）［現･FINEのプロデューサー]
- 製作 - TBS、ホリプロ

## 放送日程
- 第11作は21時00分から23時09分までの拡大放送。

| 話数 | 放送日         | サブタイトル                       | 脚本         | 視聴率 |
| ---- | -------------- | ---------------------------------- | ------------ | ------ |
| 1    | 1995年02月20日 | 金沢湯けむりツアー殺人事件         | いとう斗士八 | 20.1%  |
| 2    | 1996年01月15日 | 青森湯けむりツアー殺人事件         | いとう斗士八 |        |
| 3    | 9月23日        | 草津湯けむりツアー殺人事件         | いとう斗士八 |        |
| 4    | 12月30日       | 伊豆湯けむりツアー殺人事件         | いとう斗士八 | 13.1%  |
| 5    | 1997年09月22日 | 萩・津和野湯けむりツアー殺人事件   | いとう斗士八 | 17.4%  |
| 6    | 1998年04月06日 | 湯布院湯けむりツアー殺人事件       | いとう斗士八 |        |
| 7    | 11月23日       | 函館湯けむりツアー殺人事件         | いとう斗士八 | 15.8%  |
| 8    | 1999年05月31日 | 日光・鬼怒川湯けむりツアー殺人事件 | いとう斗士八 | 17.3%  |
| 9    | 2000年01月10日 | 箱根・湯けむりツアー殺人事件       | いとう斗士八 | 17.5%  |
| 10   | 10月16日       | 山梨湯けむりツアー殺人事件         | いとう斗士八 | 16.5%  |
| 11   | 2001年07月02日 | 千葉湯けむりツアー殺人事件         | いとう斗士八 | 16.0%  |
| 12   | 2002年04月01日 | 仙台・松島湯けむりツアー殺人事件   | いとう斗士八 | 12.2%  |
| 13   | 2003年01月06日 | 神戸・淡路湯けむりツアー殺人事件   | いとう斗士八 | 14.0%  |
| 14   | 6月16日        | 奥飛騨・下呂湯けむりツアー殺人事件 | いとう斗士八 | 17.5%  |
| 15   | 2004年01月12日 | 奥軽井沢湯けむりツアー殺人事件     | いとう斗士八 | 13.0%  |
| 16   | 10月18日       | 静岡湯けむりツアー殺人事件         | いとう斗士八 | 14.8%  |
| 17   | 2005年10月17日 | 那須塩原湯けむりツアー殺人事件     | 栗本志津香   |        |

- 視聴率はビデオリサーチ調べ、関東地区・世帯

## 放送局
- TBSテレビ 新作および再放送
- JNN各局 新作および再放送
- BS-TBS 再放送